# Miss Andorra
Miss Andorra ist ein nationaler Schönheitswettbewerb für unverheiratete Frauen im Pyrenäen-Fürstentum Andorra. Nachweise über die Beteiligung von Frauen aus Andorra an internationalen Wettbewerben gibt es erst seit 2003.

## Siegerinnen
| Jahr | Miss Andorra             |
| ---- | ------------------------ |
| 2003 | María José Girol Jumenez |
| 2005 | Lourdes Fernández        |
| 2006 | Raquel Rueda             |

Siegerinnen anderer Jahre sind nicht dokumentiert.

## Teilnehmerinnen an internationalen Wettbewerben
- 2003: María José Girol Jumenez bei Miss World